# 태민영
태민영(본명: 태명언, 1954년 5월 3일 ~ 2000년 11월 7일)은 대한민국의 남성 배우이다.
선인고등학교 졸업 후 해군에서 복무했다가 제대 후인 1976년 국립극단 단원이 되어 연기활동을 시작하였으며, 여러 드라마와 영화 등에 출연하였다. 대표작으로 영화 《우리들의 일그러진 영웅》과 텔레비전 드라마 〈용의 눈물〉 등이 있다. 2000년 11월 7일 지병인 간암으로 인해, 향년 47세를 일기로 사망하였는데. 《노다지》, 《용의 눈물》, 《태조 왕건》 등 사극에 주로 출연하였으며 술장사로 인한 과음과 과로가 본인(태민영)을 죽음으로 몰고 간 직접적 원인이었다.

## 경력
- 1976년 국립극단 단원
- 극단 성좌 단원

## 주요 작품

### 드라마
- 《새아씨》(1981년)
- 《개국》(1983년) - 진안대군 역
- 《태평무》(1985년)
- 《멀고 먼 사람들》(1986년)
- 《토지》(1987년) - 최치수 역
- 《역사는 흐른다》(1989년)
- 《꽃 피고 새 울면》(1990년) - 백현우 역
- 《대원군》(1990년) - 최재형 역
- 《저린 손 끝》(1991년)
- 《산너머 저쪽》(1991년)
- 《왕도》(1991년) - 홍국영의 친구 명섭 역
- 《궁합이 맞습니다》(1992년)
- 《우리들 뜨거운 노래》(1993년)
- 《지붕 위의 남자》(1994년)
- 《서궁》(1995년) - 유희분 역
- 《하늘 바라기》(1995년)
- 《용의 눈물》(1996년) - 정종 이방과 역
- 《욕망의 바다》(1997년) - 박정민 역
- 《태조 왕건》(2000년) - 신강 역

### 영화
- 《여자가 밤을 두려워 하랴》(1983년) - 주연
- 《여자는 남자를 쏘았다》(1984년) - 주연
- 《풍녀》(1987년) - 조연
- 《우리들의 일그러진 영웅》(1992년) - 주연 한병태(중년) 역

### 악극
- 《울고 넘는 박달재》(1997년)
- 《번지 없는 주막》(1999년)

## 수상
- 《제18회 백상예술대상》- 연극 부문 신인상[6]